# Christina Herrström
Christina Yngvesdotter Herrström Schildt (født Herrström 23. august 1959 i Lidingö, Sverige) er en svensk børnebogsforfatter og manuskriptforfatter. Hun har værte gift med Peter Schildt. Hun har skrevet blandt andet børnebøgene Ebba & Didrik, Glappet og Tusen gånger starkare og manuskripter til filme og tv-serier baserede på disse bøgene (Glappet var først en tv-serie, men hun skrev den om til en bog). Hun har også skrevet manuskripter til andre tv-serier og film.